# Valgejõgi
La Valgejõgi (rivière blanche) est un fleuve d'Estonie. 

## Description
Il prend sa source dans le lac Porkuni à Pandivere dans le comté de Lääne-Viru et se jette dans la baie de Hara du golfe de Finlande à Loksa dans le comté de Harju.
D'une longueur de 85 kilomètres, il arrose Tapa avant de se jeter dans la baie de Hara.
Son bassin versant a une superficie de 452 km2.

## Galerie

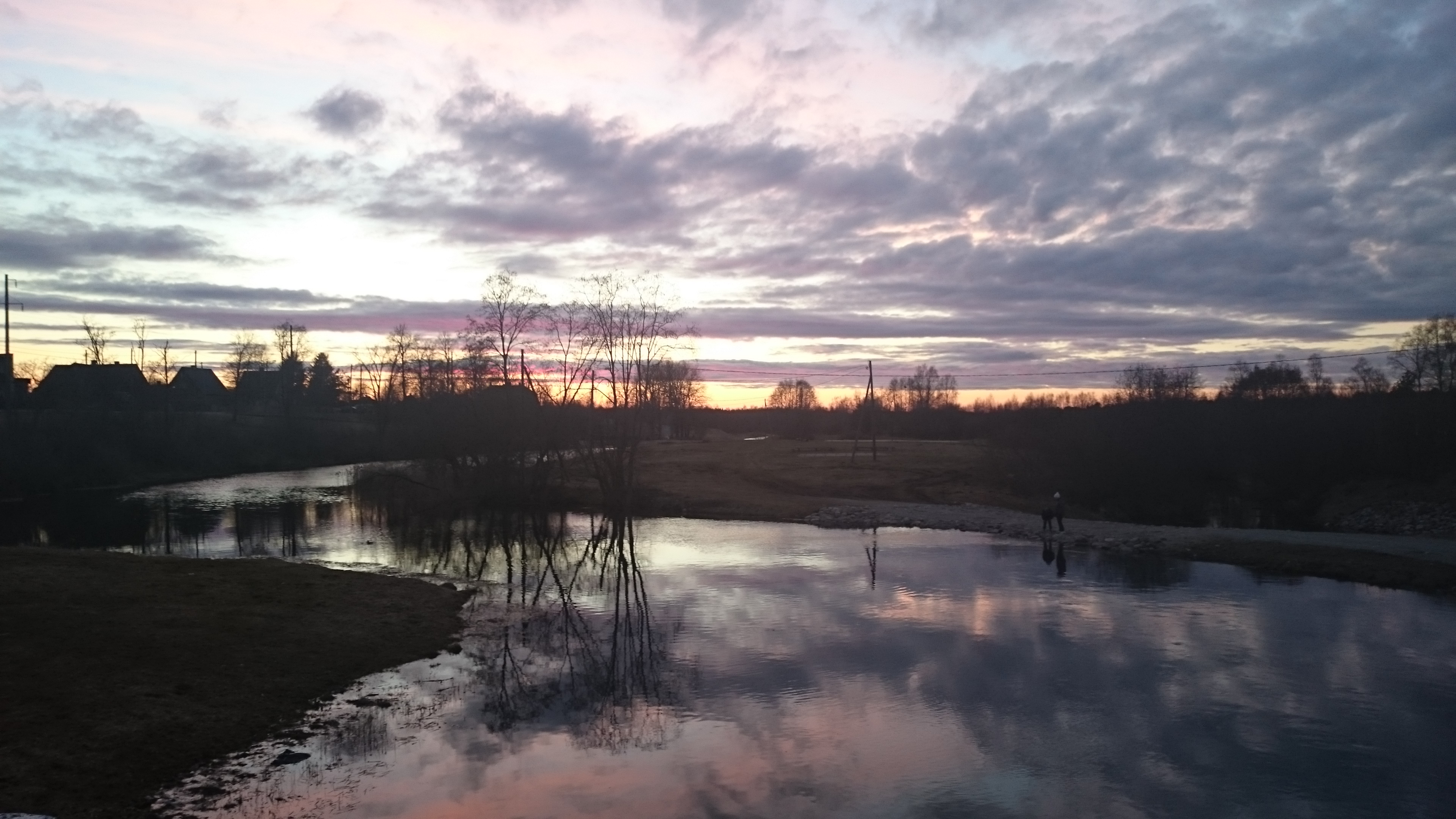
Le Valgejõgi à tapa.
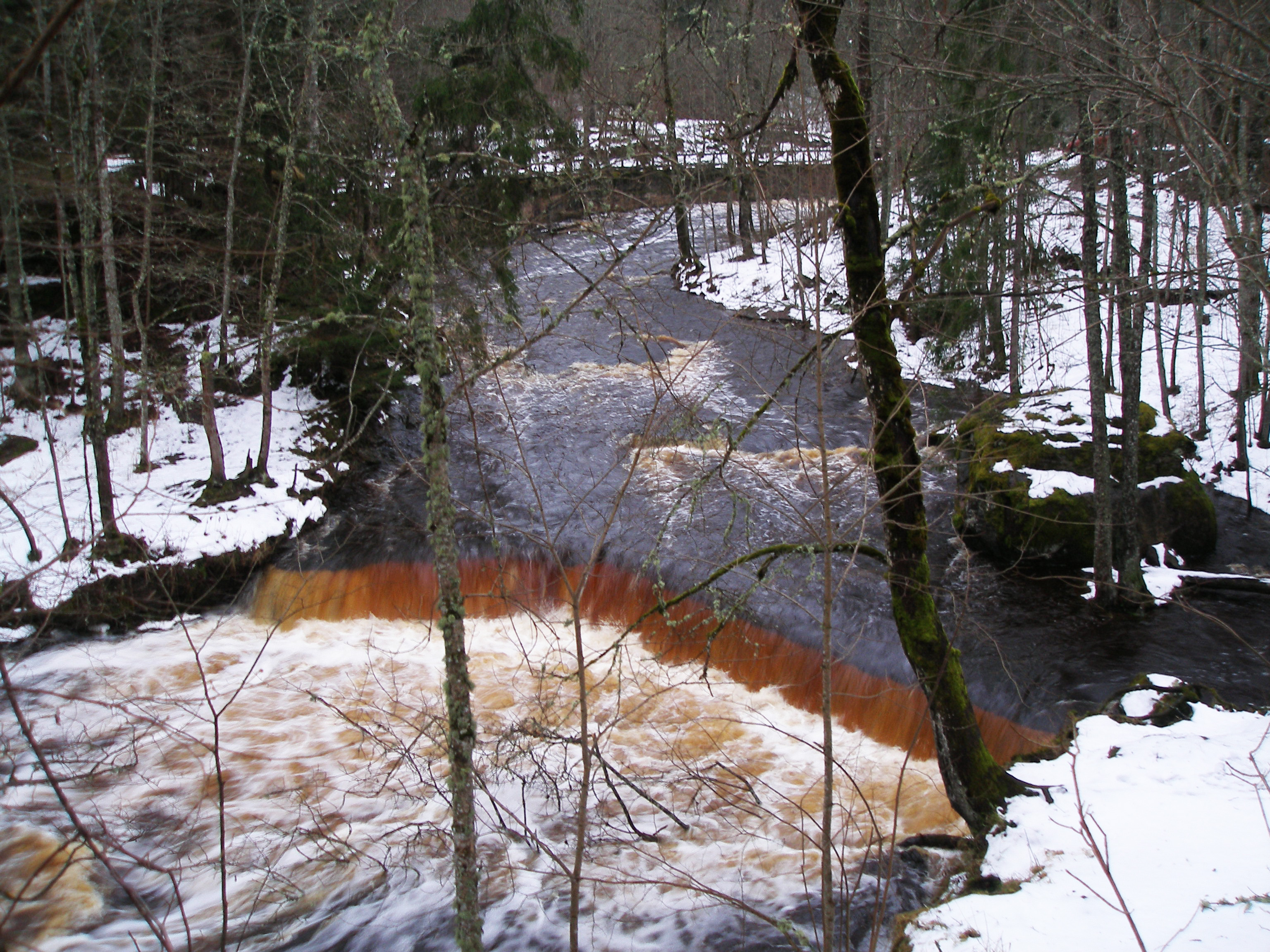
Chutes de Nõmmeveski.
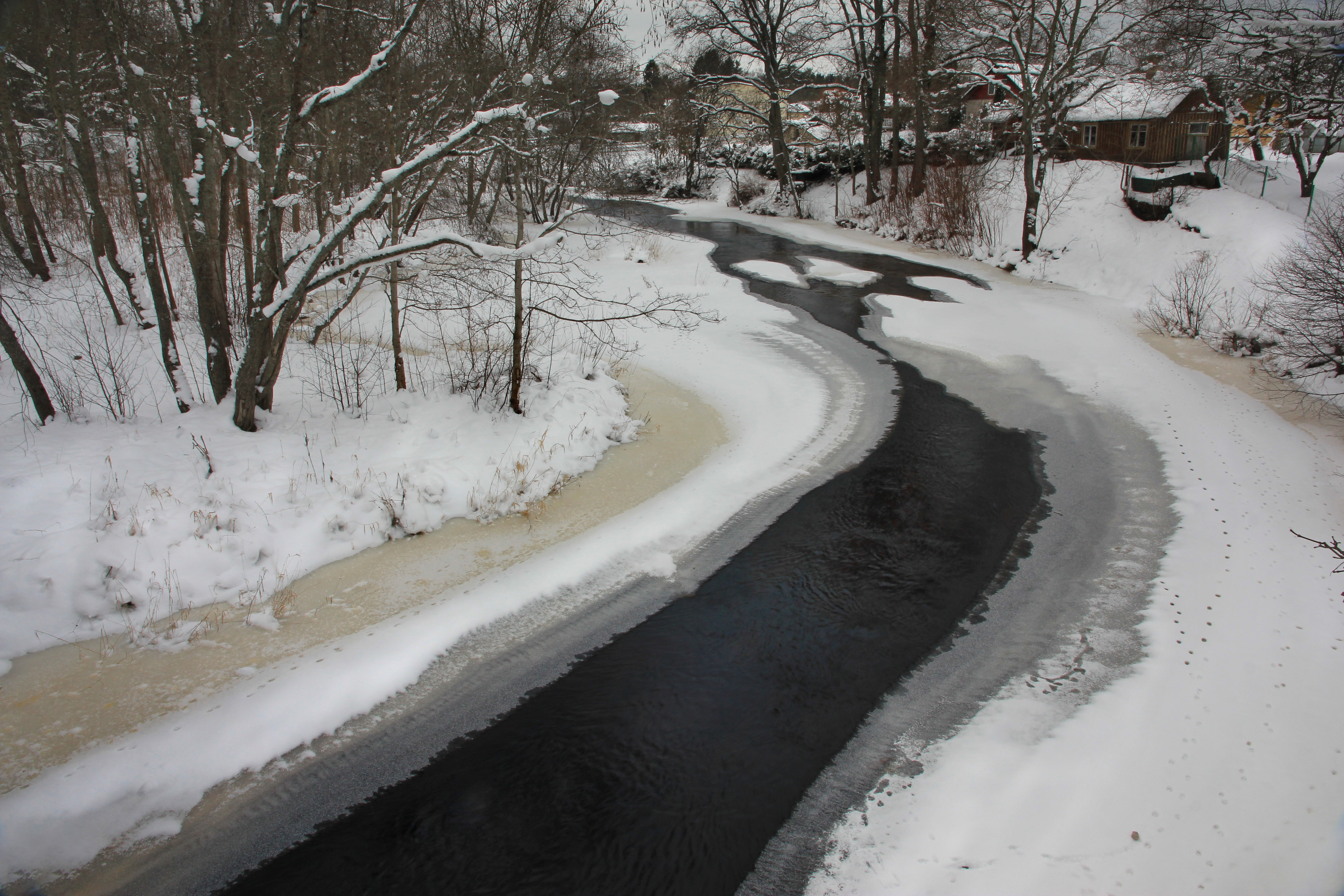
Le Valgejõgi à Loksa.

### Articles  connexes
- Liste des cours d'eau de l'Estonie